# روبرت إف. فاغنر
روبرت إف. فاغنر (بالإنجليزية: Robert F. Wagner Jr.)‏ (و. 1910 – 1991 م) هو دبلوماسي، وسياسي، ومحامي أمريكي، ولد في مانهاتن، كان عضوًا في الحزب الديمقراطي، توفي في مانهاتن، عن عمر يناهز 81 عاماً.

## مناصب
تولى منصب عمدة مدينة نيويورك (1 يناير 1954–31 ديسمبر 1965)
- عضو جمعية ولاية نيويورك
- سفير

.

## التعليم
تعلم في جامعة ييل
.

## جوائز
حصل على جوائز منها:

وسام صليب القائد من رتبة استحقاق من جمهورية ألمانيا الاتحادية